# Ibidionidum longithoracicum
Ibidionidum longithoracicum är en skalbaggsart som först beskrevs av Fernando Chiang 1963.  Ibidionidum longithoracicum ingår i släktet Ibidionidum och familjen långhorningar. Inga underarter finns listade i Catalogue of Life.